# 백두산사슴
백두산사슴(학명: Cervus canadensis xanthopygus)은 와피티사슴의 아종이다. 만주와피티(Manchurian wapiti), 마록(馬鹿), 누렁이라고도 한다. 어깨높이는 1.2m, 뿔길이는 1m가량이다. 한반도에서 가장 큰 사슴 종류이다. 털은 여름에는 적갈색이지만 겨울에는 회갈색으로 뿔은 자라면서 떨어지며 뿔이 떨어질때는 나무에 뿔을 긁어 뿔을 쉽게 떨어지게 한다.

## 생활 및 특징
주로 밤에 먹이를 찾아나서며, 낮에는 삼림지역의 계곡에서 숨어 지낸다. 그러나 겨울에는 낮에도 무리를 지어 돌아다닌다. 건장한 수컷이 무리의 우두머리가 된다. 10월 무렵 암컷 집단이 형성되면 짝짓기를 한다. 임신기간은 225-270일이며, 5-6월 무렵에 한 마리의 새끼를 낳는다. 갓 태어난 새끼는 얼룩무늬가 많으나, 첫 털갈이를 할 때 대부분 없어진다.
새끼는 태어나자마자 눈도 뜨고 몸도 털로 덮여 있으나, 4일 정도는 움직이지 않고 잠만 잔다. 5일이 지나면 어미를 쫓아 걸어다닌다. 뿔은 '녹용'이라 하여 한약에 쓰이며 고기는 식용하고 가죽과 뿔은 여러 용도에 쓰인다. 한국·몽골·중국·시베리아 등지에 서식한다.